# Héfaistův chrám
Hefaistův chrám (řecky: Ναός Ηφαίστου) je starořecký chrám v Athénách, ležící na kopci nad agorou. Je jedním z nejlépe dochovaných starověkých chrámů vůbec. Obvykle je připisován architektu Iktinovi, jenž vytvořil i známější Parthenón. Byl zasvěcen Héfaistovi a bohyni Athéně, jak dokazují jejich sochy, z dílny slavného sochaře Alkamena. Ve středověku byl znám jako Theseion (Θησείο) či Theseum, kvůli četné přítomnosti Thésea ve výzdobě. Stavba započala v polovině 5. století př. n. l. a byla dokončena asi v roce 420 př. n. l. Chrám je postaven v dórském slohu. Má šest sloupů na kratší straně a třináct na delších stranách. Sloupy se uprostřed mírně rozšiřují, stejně jako v případě Parthenónu. Na metopách byly zobrazeny činy Héraklovy a Théseovy, na vnitřním vlysu motivy souboje s kentaury, Theseova boje o athénský trůn, přijetí Herakla na Olympu a zrození Athény. Křesťané později chrám přeměnili na kostel zasvěcený svatému Jiří, proto se chrám dochoval a navíc ve velmi dobrém stavu. Jako kostel Řecké pravoslavné církve stavba sloužila ještě v roce 1833. Pak byla přeměněna na muzeum.